# Rosalejo
Rosalejo es un municipio español, en la provincia de Cáceres, comunidad autónoma de Extremadura que nació en la década de los años 50 con algo más de 1500 habitantes (el 80% de estos colonos fueron los vecinos de Talavera la Vieja). En 1985 sus habitantes iniciaron el proceso de conversión en Entidad local Menor que les aportaba una serie de derechos que hasta entonces no disfrutaban. Desde el 1 de marzo de 1994 se independizó de Talayuela, de la cual había solicitado su segregación, hasta entonces municipio matriz y en cuyas tierras estaba asentado desde su fundación.Cuenta con una población de 1328 habitantes (INE 2024). 
Rosalejo posee el rollo jurisdiccional de Talavera la Vieja, que de otra manera hubiera quedado bajo las aguas del embalse de Valdecañas.

## Demografía
Rosalejo cuenta con una población de 1328 habitantes (INE 2024).
| Gráfica de evolución demográfica de Rosalejo entre 2001 y 2021 |
| |
| Población de derecho según los censos de población del INE Población de hecho según los censos de población del INEEntre el censo de 2001 y el anterior, aparece este municipio porque se segrega del municipio Talayuela. |

## Ayuntamiento

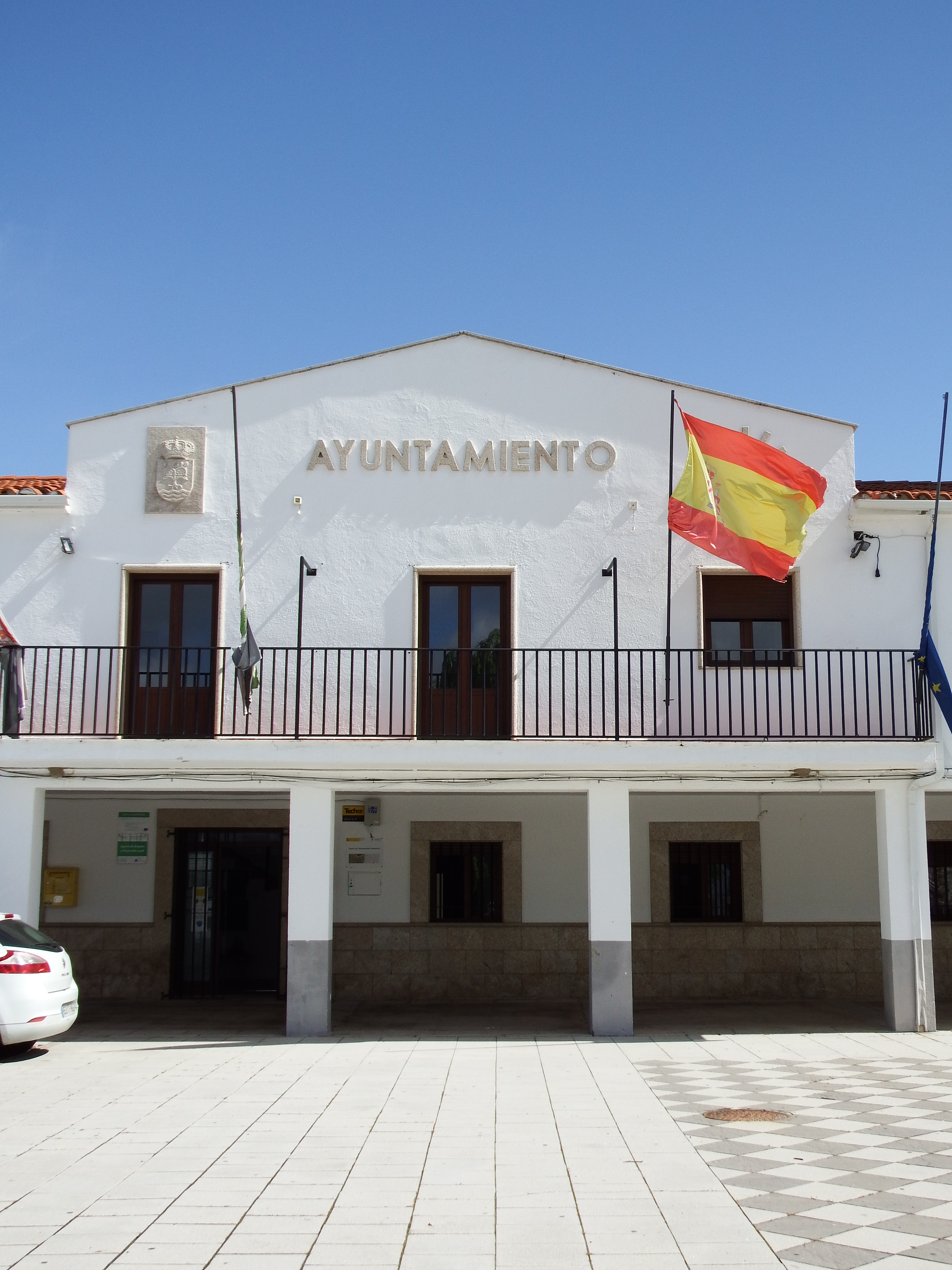
Casa consistorial

| Partidos políticos en el Ayuntamiento de Rosalejo (2023-2027) |            |
| Partido político                                              | Concejales |
| Partido Socialista Obrero Español (PSOE)                      | 5          |
| Partido Popular-Extremadura Unida (PP)                        | 4          |

## Patrimonio

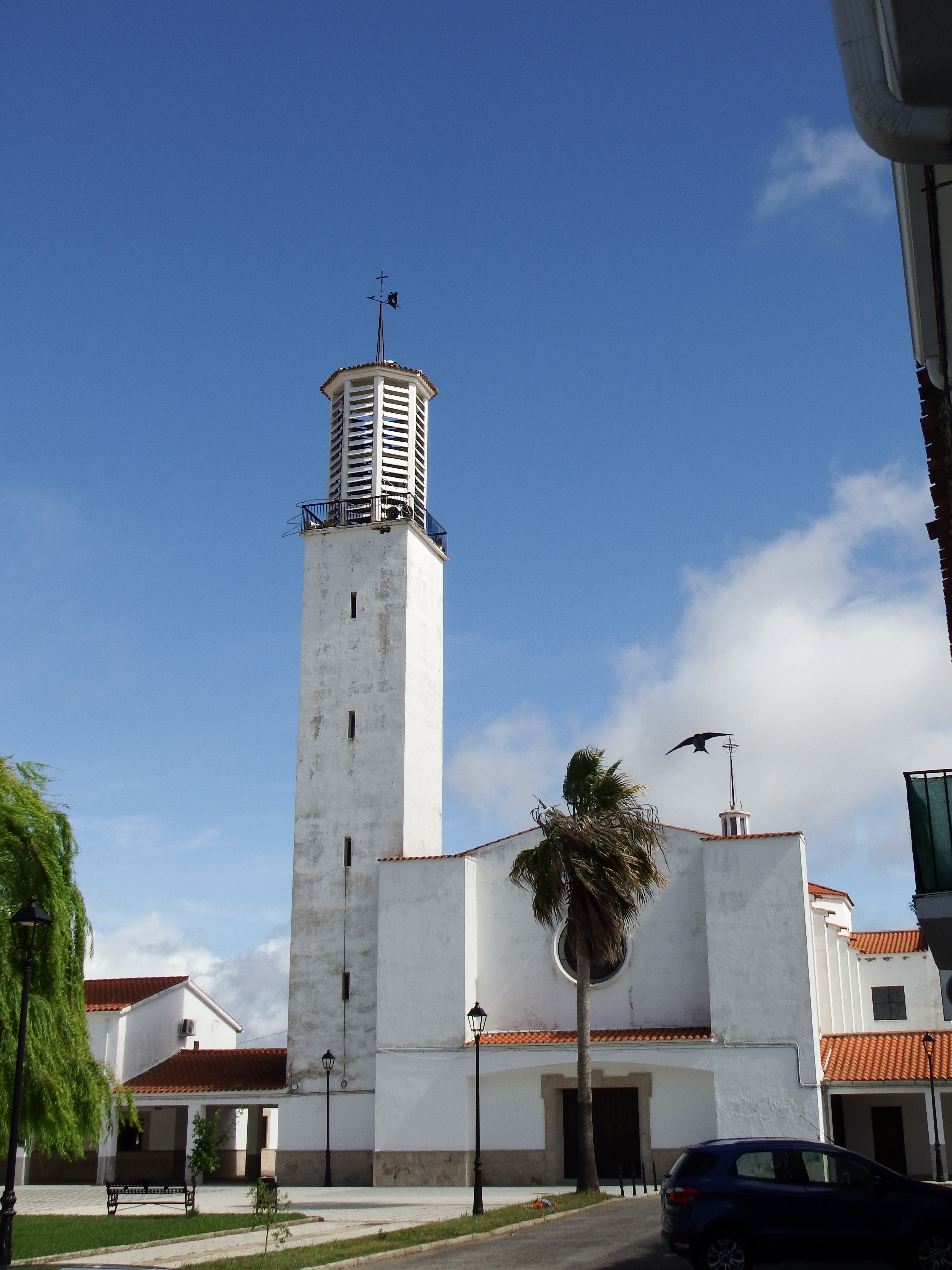
Iglesia de Nuestra Señora de Guadalupe

Iglesia parroquial católica bajo la advocación de  Nuestra Señora de Guadalupe, en la archidiócesis de Mérida-Badajoz, diócesis de Plasencia, arciprestazgo de Navalmoral de la Mata.

## Fiestas
1 de marzo: fiestas de la Independencia
28 de agosto: fiestas de San Agustín
8 de septiembre: fiestas de la Virgen de Guadalupe